# Zelenodolsk
Zelenodolsk (ru. Зеленодольск) este un oraș din Republica Tatarstan, Federația Rusă, cu o populație de 100.139 locuitori.
1. ↑  Административно-территориальное деление республики Татарстан (Russian) (în rusă)